# Cheiroplatys carnei
Cheiroplatys carnei är en skalbaggsart som beskrevs av S. Endrödi 1971. Cheiroplatys carnei ingår i släktet Cheiroplatys och familjen Dynastidae. Inga underarter finns listade i Catalogue of Life.